# 50セント硬貨 (アメリカ合衆国)
ハーフ・ダラー（英語: Half Dollar）として知られるアメリカ合衆国50セント硬貨は、アメリカ合衆国造幣局の設立初期である1794年以来、ほぼ毎年製造されている硬貨である。同年からこの50セントよりも一貫して製造されている硬貨は、アメリカ合衆国において1セント硬貨だけである。
このハーフ・ダラー硬貨は主にカジノで使用されることが多い。特にアメリカにおいては、ベッティングシステムを用いるポーカー及びセブンスタッドポーカーや、ポーカーレイクにおける増分に使われることもあり、数十枚単位で巻かれた50セント硬貨を常にキープしておく店舗もある。

## 概要
カジノや映画館を除く硬貨の流通量は、下降の一途をたどっている。最初は、銀の使用に重大な局面を迎えた1963年と、ジョン・F・ケネディ大統領の暗殺の2つが重なったためであった。1962年から1963年、当時のアメリカ合衆国における硬貨を溶かして、銀塊にしても価値がある程まで銀の価値が上昇していた。アメリカ国内の銀貨（当時の10セント硬貨などは、1964年まで銀が90パーセント含まれていた）の流通量は次第に下落し始め、政府は1965年から現在まで製造されている硬貨のように、表面を白銅等で薄く被せた、銅を中心とする金属構成への変更を余儀なくされるまでになった。しかし、ケネディ大統領のハーフ・ダラー硬貨は、1965年から1970年まで40パーセントの銀を含んだ合金で製造され続けた。
当初硬貨にケネディ大統領が描かれた50セント硬貨は心情的な理由や、当時流通していたアメリカの硬貨の中でも、唯一貴金属を用いて造られた硬貨であるとして認識されていたことから、使わずに保管されるようになった。製造量も落ち着き、金属構成も大半が銀を使用しないものへ変更された1971年には、ビジネスの世界や一般の人々も既に、このハーフ・ダラー硬貨が一般にはあまり流通しない環境に順応していた。人々は、大きい金額のお釣りで25セント硬貨が用いられることに慣れていたのである。
一般に出回っているほとんどの硬貨は、お釣り等に使用するため店舗のレジの中に用意されているが、50セント硬貨や1ドル硬貨が常にレジの中にストックされている店舗・企業はほとんど無い。また、銀行の多くもこうした硬貨を保管しておらず、通常の業務にも使用しないため、硬貨は多く出回っていない。アメリカ合衆国内の自動販売機もまた、ハーフ・ダラー硬貨を実際には受け付けておらず、流通量に貢献していない。

## 初期の歴史
- 1794年12月1日、最初の50セント硬貨（およそ5,300枚）が製造された。続く18,000枚が翌1795年1月に製造されたが、これらの硬貨は金型の製作が非常に高価だったため、「1794年」の製造年が刻まれている。

- 1790年代から50セント硬貨の製造量が多かったため、1801年の終わりまでに3万枚の硬貨が打ち出された。硬貨の裏にはアメリカ合衆国の国璽を基にした、ワシの紋章（Heraldic Eagle）が描かれている。

- 1804年に製造された15万枚のハーフ・ダラー硬貨には大きな謎があり、この中の1枚が現存する。これら1804年に製造された硬貨は「1803年」の金型で打ち出されており、これは会計上の問題があったとされる。

- 1838年、ハーフ・ダラー硬貨の製造に使用される金型が、初めて他の造幣支局にも分譲されることとなった。金型は当初ニューオーリンズの造幣所に送られ、1839年にはそこで約18万枚のハーフ・ダラー硬貨が製造されている。これらは収集家に向けてのみ造られた「キャップト・バスト（Capped Bust）」と呼ばれるハーフ・ダラー硬貨である。

## デザインのリスト
以下は、硬貨におけるデザインの呼称・製造年と、その描写をリストにしたものである。
- ハーフ・ダラー銀貨
  - フロウイング・ヘアー（長髪の人物の胸像）　1794年〜1795年
  - ドレイプト・バスト（長髪の人物の胸像）　1796年〜1807年
    - ドレイプト・バスト（裏側が小さなワシの絵）　1796年〜1797年
    - ドレイプト・バスト（裏側がワシの紋章・Heraldic Eagle）　1801年〜1807年

  - キャップト・バスト（帽子をかぶった人物の胸像）　1807年〜1839年
  - シーテッド・リバティ（座っている女神の像）　1839年〜1891年
    - シーテッド・リバティ（アメリカ合衆国のモットー「E Pluribus Unum」が描かれていない硬貨）　1839年〜1866年
    - シーテッド・リバティ（モットーが描かれている硬貨）　1866年〜1891年

  - バーバー（帽子・花冠をかぶった女神の肖像）　1892年〜1915年
  - ウォーキング・リバティ（歩く女神の全身像）　1916年〜1947年
  - フランクリン（ベンジャミン・フランクリンの肖像）　1948年〜1963年
  - ケネディ（ジョン・F・ケネディの肖像）　1964年
  - ケネディ（ジョン・F・ケネディの肖像）　〜現在（収集家向け）

- 銀の含有量40パーセントのハーフ・ダラー硬貨
  - 1965年〜1970年製造のケネディ・ハーフ・ダラー硬貨
  - 1976年製造のケネディ・ハーフ・ダラー硬貨（この1976年に製造された5億枚のうち、1,100万枚が銀40パーセントで造られた硬貨である。）
- 銅・ニッケル合金クラッドメタルのハーフ・ダラー硬貨
  - 1971年〜1974年、1977年〜2000年、2001年〜現在までのケネディ・ハーフ・ダラー硬貨（流通用ではなく、収集家に向けて製造されたものである。）
    - 200周年記念のケネディ・ハーフ・ダラー硬貨　1975年〜1976年（製造年は全て「1776-1976」と刻まれている）

こうした正規に発行された硬貨に加え、50セント硬貨はアメリカ合衆国記念硬貨に最もよく用いられる通貨単位である。

## 参考
以下は翻訳元の英語版（w:en:Half dollar (United States coin)）からの出典項目である。
- R・W・ジュリアン　『All About the Half Dollar』 Numismatist Magazine　Volume 119　Number 12　38ページ　2006年12月号